# Andrew Pleavin
Andrew Pleavin (* 13. April 1968 in London) ist ein britischer Schauspieler.

## Karriere
Pleavin wurde in England geboren, verbrachte aber seine Kindheit in Transvaal in Südafrika. Mit 12 Jahren kehrte er mit seiner Familie nach England zurück. Sie zog in die Gegend von Wirral im Norden Englands. Von 1993 bis 1996 studierte er Drama am Drama Centre London. Pleavin interessiert sich für Kampfkünste. Nach sechs Jahren Ausbildung in Liverpool und London erlangte er im Alter von 18 den schwarzen Gürtel in Kampfkünsten.
Pleavin ist seit 1998 als Schauspieler zu sehen. Bekanntere Rollen hatte er in Attila, Batman Begins und 300.

## Filmografie
- 1998: Cash in Hand
- 1999: The Knock (Fernsehserie, Episode 4x01)
- 1999–2005: The Bill (Fernsehserie, 4 Episoden, verschiedene Rollen)
- 2000: Heartbeat (Fernsehserie, Episode 9x17)
- 2000: Distant Shadow
- 2001: Doctors (Fernsehserie, Episode 3x71)
- 2001: Bombenleger (The Bombmaker)
- 2001: Attila – Der Hunne (Attila) (Mini-Serie, 2 Episoden)
- 2002: Re-inventing Eddie
- 2003: Down to Earth (Fernsehserie, Episode 3x04)
- 2003–2004: Hautnah – Die Methode Hill (Wire in the Blood) (Fernsehserie, 2 Episoden)
- 2004: Unstoppable
- 2004: Playground Logic
- 2004: Messiah: The Promise (Mini-Serie, 2 Episoden)
- 2004: Holby City (Fernsehserie, Episode 6x23)
- 2005: Batman Begins
- 2005: Tuesday (Kurzfilm)
- 2005: The Worst Week of My Life (Fernsehserie, Episode 2x05)
- 2006: A Good Murder (Fernsehfilm)
- 2006: Lipidleggin'
- 2006: 300
- 2007: Attack of the Gryphon
- 2007: Haunted Hill – Die Rückkehr in das Haus des Schreckens (Return to House on Haunted Hill)
- 2008: Last Chance (Fernsehfilm)
- 2009: Blood: The Last Vampire
- 2009: Wake Up (Kurzfilm)
- 2010: Witchville (Fernsehfilm)
- 2010: Inception
- 2011: William & Catherine: A Royal Romance (Fernsehfilm)
- 2011: The Gift
- 2012: Die Borgias (The Borgias) (Fernsehserie, Episode 2x04)
- 2014: 300: Rise of an Empire
- 2014: Love by Design
- 2015: Sons of Liberty (Mini-Serie, 3 Episoden)
- 2015: Strike Back (Fernsehserie, Episode 5x09)
- 2016: London Has Fallen
- 2016: StreetDance: New York
- 2017: Eine königliche Winterromanze (A Royal Winter, Fernsehfilm)
- 2017: The Saint (Fernsehfilm)
- 2017: American Assassin